# 高瀬川二条苑
高瀬川二条苑（たかせがわ にじょうえん）は、1611年（慶長16年）、高瀬川開削者である豪商・角倉了以がその源流に建設した別邸跡にある日本庭園である。高瀬川源流庭苑（たかせがわ げんりゅうていえん）とも呼ばれる。庭園の一角には、江戸時代初期に小堀遠州により作られた茶庭が現存する。
明治時代になって、元勲・山縣有朋が当地に第二無鄰菴（だいに むりんあん）と称される別邸を建設した。このときに庭園は、無鄰菴を作庭した小川治兵衛により改修され、現在に至っている。山県以降は、日本銀行総裁・川田小一郎らが当地に別邸を構えていた。
現在は日本料理店「がんこ高瀬川二条苑」となっている。　

## 園内
- 虎石
- たがそでのつくばい
- 茶室
- さざれ石
- 茶庭 - 小堀遠州作
- 一枚岩の滝
- 化け燈籠
- 吾妻屋風燈籠 - 日本最大の燈籠
- 食べ歩き

- 第二無鄰菴跡（2017年7月撮影）
- 茶室
- 茶庭
- 一枚岩の滝
- 主屋
- 主屋内のレストラン

## 交通アクセス
- 京都市営地下鉄東西線 京都市役所前駅 徒歩3分
- 京阪本線 三条駅 徒歩6分

## 周辺
- 京都市役所
- 本能寺
- 頂妙寺